# Melanohalea subverruculifera
Melanohalea subverruculifera  (лат.) — вид листоватых лишайников семейства Пармелиевые. Найден в Китае. Официально описан в 1980 году как новый вид под названием Parmelia subverruculifera. В 1991 году переведён в новый род Меланелия, который был создан для коричневых пармелиоидных видов. В 2004 году переведён во вновь созданный род Меланохалеа.